# Bergen (Limburgia)
Bergen – gmina w Holandii, w prowincji Limburgia.

## Miejscowości
Afferden, Aijen, Bergen, Nieuw Bergen, Siebengewald, Well, Wellerlooi.